# Thallomys
Thallomys é um gênero de roedores da família Muridae.

## Espécies
- Thallomys loringi (Heller, 1909)
- Thallomys nigricauda (Thomas, 1882)
- Thallomys paedulcus (Sundevall, 1846)
- Thallomys shortridgei Thomas & Hinton, 1923